# Gde nakhoditsja nofelet?
Gde nakhoditsja nofelet? (russisk: Где находится нофелет?) er en sovjetisk spillefilm fra 1988 af Gerald Bezjanov.

## Medvirkende
- Vladimir Mensjov — Pavel Fjodorovitj Golikov
- Aleksandr Pankratov-Tjornyj — Gena
- Valentina Telitjkina
- Ljudmila Sjagalova — Jelena Arkadjevna Golikova
- Nikolaj Parfjonov — Fjodor Mikhajlovitj Golikov